# Società Ginnastica Andrea Doria - Sezione Calcio 1925-1926
Questa pagina raccoglie i dati riguardanti la Società Ginnastica Andrea Doria nelle competizioni ufficiali della stagione 1925-1926.

## Stagione
All'assemblea federale dell'agosto 1925 fu deciso che dalla stagione 1926-1927 il massimo campionato sarebbe stato a girone unico (a 16 squadre) e che vi sarebbero state ammesse le prime otto classificate di ciascuno dei due gironi della Lega Nord.
Nel girone di andata l'Andrea Doria, complici i numerosi incontri interni (sette su undici), ebbe un discreto rendimento riuscendo a vincere le tre partite iniziali e al giro di boa risultava in quarta posizione con tredici punti e con un margine di sette lunghezze dalla zona retrocessione. Nel girone di ritorno, complici i numerosi incontri in trasferta (dove la squadra racimolò solo due punti con una vittoria e ben dieci sconfitte), l'Andrea Doria scivolò al settimo posto.
L'Andrea Doria con il settimo posto nel girone A riuscì a conquistare la qualificazione al nuovo massimo campionato di Divisione Nazionale (che tuttavia non fu a girone unico a causa dell'allargamento da 16 a 20 squadre stabilito dalla Carta di Viareggio del 2 agosto 1926).

## Rosa
| N. |                   | Ruolo | Calciatore                    |
| -- | ----------------- | ----- | ----------------------------- |
|    | Italia (bandiera) | C     | Pio Roberto Alice             |
|    | Italia (bandiera) | D     | Ambrosi                       |
|    | Italia (bandiera) | C     | Giovanni Battista Bagnasco II |
|    | Italia (bandiera) | A     | Luigi Borfico                 |
|    | Italia (bandiera) | D     | Enrico Calzolari              |
|    | Italia (bandiera) | D     | Enrico Capris                 |
|    | Italia (bandiera) | P     | Eugenio Cigolini              |
|    | Italia (bandiera) | C     | Adolfo Cornazzani             |
|    | Italia (bandiera) | C     | Cesare Cusano                 |
|    | Italia (bandiera) | A     | De Carlini                    |
|    | Italia (bandiera) | A     | Renato Fava                   |

| N. |                     | Ruolo | Calciatore            |
| -- | ------------------- | ----- | --------------------- |
|    | Italia (bandiera)   | D     | Ettore Fontana        |
|    | Italia (bandiera)   | A     | Igino Fursi           |
|    | Italia (bandiera)   | C     | Gaetano Montaldo      |
|    | Italia (bandiera)   | D     | Ettore Neri           |
|    | Ungheria (bandiera) | D     | Imre Payer            |
|    | Italia (bandiera)   | A     | Francesco Pescia      |
|    | Italia (bandiera)   | A     | Bartolomeo Poggi      |
|    | Italia (bandiera)   | D     | Bartolomeo Ravasio    |
|    | Italia (bandiera)   | A     | Raffaele Rivolo       |
|    | Italia (bandiera)   | P     | Mario Seghesio        |
|    | Italia (bandiera)   | A     | Maurizio Viviani (II) |

## Risultati

### Prima Divisione

#### Girone A

##### Girone di andata
| Arbitro: | Vedda (Vercelli) |

|                     |           |            |
| Rivolo 46’ Neri 50’ | Marcatori | 31’ Olvedi |

| Arbitro: | Montessoro (Milano) |

|  |           |               |
|  | Marcatori | 9’ M. Viviani |

| Arbitro: | Actis (Torino) |

|                                               |           |               |
| Rivolo 20’ B. Poggi 36’ Cornazzani 83’ (rig.) | Marcatori | 77’ It. Rossi |

| Arbitro: | Sessa (Milano) |

|                                      |           |                   |
| Badiani 65’ Colombari 74’ Favati 85’ | Marcatori | 20’, 46’ B. Poggi |

| Arbitro: | Bellandi (Milano) |

|                          |           |                         |
| B. Poggi 50’ Fontana 65’ | Marcatori | 10’ Crotti 33’ Ragaglia |

| Genova 22 novembre 1925 6ª giornata | Andrea Doria   | 0 – 0 | Torino | Campo sportivo della Cajenna\| Arbitro: \| Sessa (Milano) \| |
| Arbitro:                            | Sessa (Milano) |       |        |                                                              |

| Arbitro: | Trezzi (Milano) |

|                           |           |                          |
| Miconi 3’, 81’ Gerace 38’ | Marcatori | 37’ Fontana 43’ B. Poggi |

| Arbitro: | Germani (Padova) |

|                      |           |  |
| Blando 35’ Gabba 60’ | Marcatori |  |

| Arbitro: | Biagini (Alessandria) |

|                               |           |                             |
| B. Poggi 36’, 89’ Fontana 63’ | Marcatori | 52’ G. Chiecchi 60’ Morandi |

| Arbitro: | Montessoro (Milano) |

|                            |           |                                          |
| Fontana 2’, 31’ Rivolo 68’ | Marcatori | 5’ Muzzioli 43’ Della Valle 69’ Schiavio |

| Arbitro: | Vacchieri (Torino) |

|                                           |           |              |
| Neri 53’ B. Poggi 61’, 81’ M. Viviani 78’ | Marcatori | 76’ Giuliani |

##### Girone di ritorno
| Arbitro: | Germani (Padova) |

|                                                                   |           |  |
| Dugoni 38’ Winkler 44’ (rig.), 80’ Vezzani 46’, 56’ Scaltriti 60’ | Marcatori |  |

| Arbitro: | Asei Conte (Vercelli) |

|                          |           |  |
| Rivolo 6’ M. Viviani 32’ | Marcatori |  |

| Arbitro: | Biagini (Alessandria) |

|          |           |  |
| Tosi 78’ | Marcatori |  |

| Arbitro: | Mainardi (Cremona) |

|                                                          |           |             |
| M. Viviani 24’ B. Poggi 37’, 88’ Montaldo 44’ Rivolo 79’ | Marcatori | 69’ Badiani |

| Arbitro: | Turbiani (Ferrara) |

|                                          |           |             |
| Ravasio 1’ (aut.) Rosina 71’ Marucco 89’ | Marcatori | 16’ Fontana |

| Arbitro: | Trezzi (Milano) |

|                                          |           |  |
| Libonatti 38’, 41’ Amadesi 63’ Janni 80’ | Marcatori |  |

| Arbitro: | Minoli (Torino) |

|                                         |           |                          |
| Fontana 13’ M. Viviani 18’ B. Poggi 52’ | Marcatori | 33’ Tosolini 57’ Moretti |

| Arbitro: | De Renzis (Genova) |

|                                  |           |                          |
| Borfico 47’, 50’ Goio 72’ (aut.) | Marcatori | 30’ Monzeglio 35’ Mattea |

| Arbitro: | Montessoro (Milano) |

|                                                                    |           |                |
| Balacics 24’ (rig.) E. Chiecchi 55’ Porta 63’ G. Chiecchi 67’, 81’ | Marcatori | 36’ M. Viviani |

| Arbitro: | Turra (Padova) |

|                                            |           |  |
| Schiavio 12’ Martelli 28’ (rig.) Urick 68’ | Marcatori |  |

| Arbitro: | Carraro (Padova) |

|                                                   |           |  |
| Giuliani 22’, 37’ B. Frisoni 44’ Bonardi 85’, 87’ | Marcatori |  |

## Statistiche

### Statistiche di squadra
| Competizione    | Punti | In casa | In casa | In casa | In casa | In casa | In casa | In trasferta | In trasferta | In trasferta | In trasferta | In trasferta | In trasferta | Totale | Totale | Totale | Totale | Totale | Totale | DR  |
| Competizione    | Punti | G       | V       | N       | P       | Gf      | Gs      | G            | V            | N            | P            | Gf           | Gs           | G      | V      | N      | P      | Gf     | Gs     | DR  |
| --------------- | ----- | ------- | ------- | ------- | ------- | ------- | ------- | ------------ | ------------ | ------------ | ------------ | ------------ | ------------ | ------ | ------ | ------ | ------ | ------ | ------ | --- |
| Prima Divisione | 21    | 11      | 8       | 3       | 0       | 30      | 15      | 11           | 1            | 0            | 10           | 7            | 35           | 22     | 9      | 3      | 10     | 37     | 50     | -13 |

### Statistiche dei giocatori
| Giocatore       | Prima Divisione | Prima Divisione |
| Giocatore       | Presenze        | Reti            |
| --------------- | --------------- | --------------- |
| P. Alice (II)   | 21              | 0               |
| Ambrosi         | 2               | 0               |
| G. Bagnasco     | 4               | 0               |
| L. Borfico      | 4               | 2               |
| E. Calzolari    | 19              | 0               |
| E. Capris       | 2               | 0               |
| E. Cigolini     | 9               | -28             |
| A. Cornazzani   | 18              | 1               |
| C. Cusano       | 19              | 0               |
| De Carlini      | 4               | 0               |
| R. Fava         | 2               | 0               |
| E. Fontana      | 16              | 7               |
| I. Fursi        | 1               | 0               |
| G. Montaldo     | 10              | 1               |
| E. Neri         | 19              | 2               |
| I. Payer        | 1               | 0               |
| F. Pescia       | 1               | 0               |
| B. Poggi (I)    | 21              | 12              |
| B. Ravasio      | 20              | 0               |
| R. Rivolo       | 18              | 5               |
| M. Seghesio     | 13              | -22             |
| M. Viviani (II) | 18              | 6               |